# Gran Premio delle Nazioni 1948
Il Gran Premio della Nazioni 1948 è stata una corsa automobilistica di velocità in circuito.

## Qualifiche

### Risultati
Risultati parziali delle qualifiche.
| Fila   | Pos | Pilota      | scuderia | Vettura       | Tempo |
| ------ | --- | ----------- | -------- | ------------- | ----- |
| I fila | 1°  | Nino Farina | Privato  | Maserati 4CLT |       |

## Gara

### Risultati
Risultati parziali della gara.
| Pos | Nr | Pilota                  | Scuderia            | Vettura            | Giri | Tempo/Ritiro |
| --- | -- | ----------------------- | ------------------- | ------------------ | ---- | ------------ |
| 1   | 36 | Nino Farina             | Privato             | Maserati 4CLT      | 80   | 2h23'58"2    |
| 2   | 4  | Emmanuel de Graffenried | Scuderia Platé      | Maserati 4CL       | 80   | 2h25'46"3    |
| 3   | 2  | Raymond Sommer          | Ecurie Inter        | Ferrari 166        | 79   |              |
| 4   | 26 | Eugene Chaboud          | Ecurie Lutetia      | Delahaye 135S      | 78   |              |
| 5   | 46 | Henri Louveau           | Privato             | Delage D6          | 70   |              |
| 6   | 12 | Clemar Bucci            | Scuderia Milano     | Maserati 4CL       | 65   |              |
| Rit | 28 | Charles Pozzi           | Ecurie Lutetia      | Talbot Lago 150 C  | 52   |              |
| Rit | 22 | Jean-Pierre Wimille     | Equipe Gordini      | Gordini T15        | 51   |              |
| Rit | 34 | Louis Rosier            | Ecurie Tricolore    | Talbot Lago 150 SS |      |              |
| Rit | 8  | Yves Giraud-Cabantous   | SFACS Ecurie France | Talbot Lago 150 C  | 39   |              |
| Rit | 16 | Luigi Fagioli           | Scuderia Milano     | Maserati 4CL       |      |              |
| Rit | 18 | Luigi Villoresi         | Scuderia Ambrosiana | Maserati 4CLT      | 31   |              |
| Rit | 10 | Prince Bira             | Scuderia Platé      | Maserati 4CL       | 15   |              |
| Rit | 14 | Nello Pagani            | Scuderia Milano     | Maserati 4CL       | 14   |              |
| Rit | 24 | Maurice Trintignant     | Equipe Gordini      | Gordini T15        |      |              |
| Rit | 42 | Ernest Ramseier         | Privato             | Maserati 4CL       | 10   |              |
| Rit | 6  | Louis Chiron            | SFACS Ecurie France | Talbot-Lago T26 C  | 2    |              |

Giro veloce:  Nino Farina ( 1'44"1).